# Spilophorus cretosus
Spilophorus cretosus är en skalbaggsart som beskrevs av Hope 1833. Spilophorus cretosus ingår i släktet Spilophorus och familjen Cetoniidae. Inga underarter finns listade i Catalogue of Life.